# Sørtoppen
Der Sørtoppen (norwegisch für Südspitze, in Australien Sørtoppen Nunatak) ist ein rund 1900 m hoher Nunatak im ostantarktischen Enderbyland. Er ragt 11,1 km südwestlich des Mount Breckinridge auf.
Norwegische Kartographen, die ihn auch benannten, kartierten ihn 1946 anhand von Luftaufnahmen der Lars-Christensen-Expedition 1936/37. Die in Australien gültige Benennung nahm 1972 das Antarctic Names Committee of Australia vor.